# Takashima Zen’ya
Takashima Zen’ya (japanisch 高島 善哉; geboren 13. Juli 1904 in der Präfektur Gifu; gestorben 10. Januar 1990) war ein japanischer Sozialwissenschaftler.

## Leben und Wirken
Takashima Zen’ya war nach seinem Abschluss im Jahr 1927 an der Handelsuniversität „Tōkyō shōgyō daigaku“ (東京商業大学), der Vorläufereinrichtung der Hitotsubashi-Universität nacheinander an seiner Alma Mater Assistent bei den Vorbereitungskursen, dann Professor und schließlich Dekan der Fakultät für Soziologie. Auf dem Wege dahin waren Fukuda Tokuzō (1874–1930) und Ōtsuka Kinnosuke (大塚 金之助; 1892–1977) seine Lehrer. 1941 veröffentlichte er sein erstes, marxistisch gefärbtes Werk „Keizai shakai-gaku no kihonmondai: Keizai shakai gakusha to shite no Sumisu to Risu“ (経済社会学の基本問題: 経済社会学者としてのスミスとリス) – „Grundlegende Probleme der Wirtschaftssoziologie: Smith und List als Wirtschaftssoziologen“, das große Resonanz fand. Teile dieses Buches wurden unter dem Titel „Adam Smith's Civil Society System“ (1974) als dauerhaftes Meisterwerk der Smith-Studien veröffentlicht.
Nach dem Zweiten Weltkrieg veröffentlichte Takashima „Shakai kagaku to ningen kakumei“ (社会科学と人間革命) – „Sozialwissenschaft und menschliche Revolution“ (1948) und förderte so die Bewegung des sozialwissenschaftlichen gestützten Humanismus. Danach setzte er seine aktive schriftstellerische Tätigkeit fort und arbeitete an der Niederschrift seines Lebenswerks „Theory of Productivity“. Er schickte viele Studenten in die Sozialwissenschaften, so dass die „Takashima-Schule“ entstand. 1958 wurde er der 3. Dekan der Fakultät für Sozialwissenschaften, 1968 wurde er als Meiyo Kyōju verabschiedet.
Anschließend war Takashima als Professor an der Kanto Gakuin University tätig, die ihn 1981 ebenfalls als Meiyo Kyōju verabschiedete.